# 佩里維爾 (阿肯色州)
佩里維爾（英語：Perryville）是一個位於美國阿肯色州佩里縣的城市。根據2020年美國人口普查，該地人口為1373人，而該地的面積約為11.05平方千米。同時該地也是佩里縣的縣治。

## 地理
佩里維爾的座標為35°00′21″N 92°48′11″W / 35.00583°N 92.80306°W，而該地的平均海拔高度為90米（即295英尺）。